# Chrysopsyche
Chrysopsyche är ett släkte av fjärilar. Chrysopsyche ingår i familjen ädelspinnare.
Kladogram enligt Catalogue of Life:
| Chrysopsyche | \| \| Chrysopsyche albicilia \| \| \| \| \| \| Chrysopsyche antennifera \| \| \| \| \| \| Chrysopsyche bivittata \| \| \| \| \| \| Chrysopsyche imparilis \| \| \| \| \| \| Chrysopsyche jefferyi \| \| \| \| \| \| Chrysopsyche ladburyi \| \| \| \| \| \| Chrysopsyche lamani \| \| \| \| \| \| Chrysopsyche leptophyes \| \| \| \| \| \| Chrysopsyche lutulenta \| \| \| \| \| \| Chrysopsyche maera \| \| \| \| \| \| Chrysopsyche mirifica \| \| \| \| \| \| Chrysopsyche pauliani \| \| \| \| \| \| Chrysopsyche pyriphlecta \| \| \| \| \| \| Chrysopsyche pyrodes \| \| \| \| \| \| Chrysopsyche radei \| \| \| \| \| \| Chrysopsyche wilsoni \| \| \| \| \| \| Chrysopsyche viridescens \| \| \| \| \| \| Chrysopsyche yaundae \| \| \| \| |
|              | \| \| Chrysopsyche albicilia \| \| \| \| \| \| Chrysopsyche antennifera \| \| \| \| \| \| Chrysopsyche bivittata \| \| \| \| \| \| Chrysopsyche imparilis \| \| \| \| \| \| Chrysopsyche jefferyi \| \| \| \| \| \| Chrysopsyche ladburyi \| \| \| \| \| \| Chrysopsyche lamani \| \| \| \| \| \| Chrysopsyche leptophyes \| \| \| \| \| \| Chrysopsyche lutulenta \| \| \| \| \| \| Chrysopsyche maera \| \| \| \| \| \| Chrysopsyche mirifica \| \| \| \| \| \| Chrysopsyche pauliani \| \| \| \| \| \| Chrysopsyche pyriphlecta \| \| \| \| \| \| Chrysopsyche pyrodes \| \| \| \| \| \| Chrysopsyche radei \| \| \| \| \| \| Chrysopsyche wilsoni \| \| \| \| \| \| Chrysopsyche viridescens \| \| \| \| \| \| Chrysopsyche yaundae \| \| \| \| |
|              | Chrysopsyche albicilia |
|              | |
|              | Chrysopsyche antennifera |
|              | |
|              | Chrysopsyche bivittata |
|              | |
|              | Chrysopsyche imparilis |
|              | |
|              | Chrysopsyche jefferyi |
|              | |
|              | Chrysopsyche ladburyi |
|              | |
|              | Chrysopsyche lamani |
|              | |
|              | Chrysopsyche leptophyes |
|              | |
|              | Chrysopsyche lutulenta |
|              | |
|              | Chrysopsyche maera |
|              | |
|              | Chrysopsyche mirifica |
|              | |
|              | Chrysopsyche pauliani |
|              | |
|              | Chrysopsyche pyriphlecta |
|              | |
|              | Chrysopsyche pyrodes |
|              | |
|              | Chrysopsyche radei |
|              | |
|              | Chrysopsyche wilsoni |
|              | |
|              | Chrysopsyche viridescens |
|              | |
|              | Chrysopsyche yaundae |
|              | |